# Остеренфелд
Остеренфелд (њем. Osterrönfeld) општина је у њемачкој савезној држави Шлезвиг-Холштајн. Једно је од 165 општинских средишта округа Рендсбург. Према процјени из 2010. у општини је живјело 5.228 становника. Посједује регионалну шифру (AGS) 1058124.

## Географски и демографски подаци
Остеренфелд се налази у савезној држави Шлезвиг-Холштајн у округу Рендсбург. Општина се налази на надморској висини од 5 метара. Површина општине износи 17,9 km². У самом мјесту је, према процјени из 2010. године, живјело 5.228 становника. Просјечна густина становништва износи 292 становника/km².